# Лапровиттола, Николас
Николас Лапровиттола (исп. Nicolás Laprovíttola; род. 31 января 1990 года в городе Буэнос-Айрес, Аргентина) — аргентинский профессиональный баскетболист, играющий на позиции разыгрывающего защитника.

## Профессиональная карьера

### Атлетико Ланус (2007—2013)
Лапровиттола начал свой путь в баскетболе сначала в «Депортиво Морон», а затем в «Ланусе», когда ему было 17 лет. В 2007 году он дебютировал в составе «Лануса», когда команда выступала во 2-м аргентинском дивизионе. В том же сезоне они добились повышения в высшую аргентинскую лигу. Лапровиттола вывел свою команду в финальную серию аргентинской лиги в сезоне 2012/13 против «Регатас Корриентес». Но опыт соперника, в составе которого играли Паоло Кинтерос, Федерико Каммерихс и Джером Мейинссе, сыграл решающую роль в серии, и команда «Корриентес» завоевала национальный титул.

### Фламенго (2013—2015)
Перед чемпионатом Америки по баскетболу 2013 Николас Лапровиттола подписал контракт с «Фламенго», в составе которого выиграл межконтинентальный кубок ФИБА 2014 года и стал самым ценным игроком турнира.

### Литва и Испания (2015—2016)
2 августа 2015 года Николас успел подписал контракт с «Летувос Ритас». 31 декабря 2015 года он расторг контракт с литовским клубом и стал игроком «Эстудиантес».

### Сан-Антонио Сперс (2016)
26 сентября 2016 года стал игроком «Сан-Антонио Спёрс». 5 ноября 2016 года он набрал максимальные 11 очков за сезон в матче с «Лос-Анджелес Клипперс». 27 декабря Лапровиттола был отчислен из «Спёрс». За 18 матчах за техасцев аргентинец набирал в среднем 3,3 очка и отдавал 1,6 передачи.

### Испания и Россия (2017—2021)
18 января 2017 года Николас присоединился к «Басконии», за которую в 14 матчах Евролиги набирал 2,7 очка и 0,9 подбора в среднем за игру. 7 июля 2017 года стал игроком «Зенита». 22 января 2018 года он покинул «Зенит» и подписал контракт с клубом «Ховентут» из Лиги ACB на остаток сезона 2017/18.
8 августа 2018 года Лапровиттола продлил контракт с «Ховентутом» на один год. Он был признан MVP Лиги ACB сезона 2018/19 и стал лучшим бомбардиром сезона.
9 июля 2019 года Лапровиттола подписал двухлетнее соглашение с мадридским «Реалом». 1 июля 2021 года Лапровиттола официально расстался с испанской командой.

### Барселона (2021—настоящее время)
В июле 2021 года Лапровиттола перешел в клуб «Барселона» в качестве свободного агента, подписав контракт на два сезона. Позднее контракт был продлен до 2026 года. В сезоне 2022/23 он помог каталонцам выиграть финал ACB 2023 года. 4 апреля 2024 года Лапровиттола забросил победный трехочковый, когда «Барселона» обыграла тель-авивский «Маккаби» со счетом 92:89 и обеспечила себе место в плей-офф Евролиги 2024 года.
В октябре 2024 года он покинул площадку, получив травму колена во время матча Лиги АСВ против «Басконии». Немедленное обследование показало растяжение связок колена. Позже, в том же месяце, ему пришлось перенести операцию после разрыва крестообразных связок, что положило конец его участию в сезоне 2024/25.

## Выступления за национальную сборную
Лапровиттола выступал в составе юниорской сборной Аргентины на Чемпионате Америки до 18 лет 2008 года в Тайване, где завоевал золотую медаль и квалифицировался на Чемпионат мира до 19 лет 2009 года в Новой Зеландии. Аргентина заняла пятое место на Чемпионате мира до 19 лет. Лапровиттола также играл на Панамериканских играх 2011 года.
В 2012 году Лапровиттола выступал в составе старшей мужской сборной Аргентины по баскетболу на чемпионате Южной Америки 2012 года в Ресистенсии, где завоевал золотую медаль. После сезона 2012/13 Лапровиттола был выбран в состав сборной Аргентины на турнир Кубка Станковича ФИБА в Китае. Также тренер Хулио Ламас отобрал его в сборную Аргентины на Чемпионат Америки ФИБА 2013, где он завоевал бронзовую медаль, Чемпионат Южной Америки 2014, где он завоевал серебряную медаль, и Кубок мира ФИБА по баскетболу 2014. Лапровиттола также выступал на Панамериканских играх 2015 года, на Чемпионате Америки ФИБА 2015 года, где завоевал серебряную медаль, и на Летних Олимпийских играх 2016 года.
В 2019 году он участвовал в составе команды, которая выиграла золотую медаль Панамериканских игр в Лиме. Он также участвовал в летних Олимпийских играх 2020 года в Токио, которые были перенесены на 2021 год из-за пандемии COVID-19. Среди его ярких выступлений - 27 очков в матче предварительного раунда Аргентины против Испании.
В 2022 году Лапровиттола завоевал золотую медаль на Кубке ФИБА 2022 AmeriCup, который проходил в Ресифи (Бразилия). Он был одним из стартовых защитников сборной Аргентины на этом турнире.

## Достижения

### Клубные
- Обладатель Межконтинентального кубка ФИБА: 2014
- Чемпион Лиги Америки: 2014
- Чемпион Бразилии (2): 2013/2014, 2014/2015
- Обладатель Суперкубка Испании (2): 2019, 2020